# Strihovce
Strihovce est un village de Slovaquie situé dans la région de Prešov.

## Histoire
Première mention écrite du village en 1635.

## Démographie

### Évolution de la population
| Année:               | 1994. | 2004.    | 2014.   | 2024.    |
| -------------------- | ----- | -------- | ------- | -------- |
| Nombre de personnes: | 228   | 175      | 159     | 119      |
| Différence:          |       | -23,24 % | -9,14 % | -25,15 % |

| Année:               | 2023. | 2024.   |
| -------------------- | ----- | ------- |
| Nombre de personnes: | 123   | 119     |
| Différence:          |       | -3,25 % |